# Равн вирус
Вирусът Ravn (Ravn virus, RAVV) е близък роднина на вируса Марбург (MARV). RAVV причинява вирусна хеморагична треска идентична на тази причинена от MARV при хора и примати.  RAVV е класифициран като Патоген от рискова група 4 на Световната здравна организация (изискващ работа на ниво на биобезопасност 4 , BSL4).

## Терминология
Вирусът Ravn (днес съкратено RAVV, но тогава смятан за идентичен с вируса Марбург) е описан за първи път през 1987 г. и е кръстен на 15-годишно датско момче, което се разболява и почива след инфекция с RAVV.  Днес вирусът се класифицира като един от двата члена на вида Marburg marburgvirus, който е включен в рода Marburgvirus, семейство Filoviridae, разред Mononegavirales . Името Ravn произлиза от името на датския пациент, от когото този вирус е изолиран за първи път, плюс таксономичната наставка virus.

## Предишни обозначения
Вирусът Ravn е въведен за първи път като нов подтип на вируса Марбург през 1996 г.. През 2006 г. анализ на целия геном на всички марбургски вируси разкрива съществуването на пет различни генетични линии. Геномите на представителни щама на четири от тези линии се различават един от друг само с 0-7,8% на нуклеотидно ниво, докато представителите на петата линия, включително новия „подтип“, се различават от тези на другите линии с до 21,3%. Следователно, петата генетична линия е прекласифицирана като Ravn вирус (RAVV), различен от вируса, представен от четирите по-тясно свързани линии на Марбург вирус (MARV).

## Критерии за категоризация на вируси
Вирус, който отговаря на критериите за принадлежност към вида Marburg marburgvirus, следва да е Ravn вирус, който притежава свойствата на Marburg marburgviruses и ако геномът му се различава от този на прототипа на Marburg marburgvirus, варианта на щама Marburg Musoke (MARV/Mus), с ≥10%, но от този на прототипа на вируса Ravn (вариант Ravn) с <10% на нуклеотидно ниво.

## Заболяване
RAVV е един от двата вируса, които причиняват вирусна болест на Марбург (MVD) при хора (в литературата също често наричана Марбургска хеморагична треска, MHF). MVD, дължаща се на инфекция с RAVV, не може да бъде разграничена от MVD, причинена от MARV само чрез клинично наблюдение. В миналото RAVV е причинявал огнища на MVD в Кения през 1987 година, в Демократична Република Конго в периода 1998-2000 година и в Уганда през 2007 година.

## Екология
През 2009 г. е съобщено успешното изолиране на инфекциозен RAVV от уловени здрави египетски плодоядни прилепи (Rousettus aegyptiacus).  Тази изолация, заедно с изолацията на инфекциозен MARV доказва, че плодовите прилепи от Стария свят участват в естествената циркулация на MARV и RAVV.